# Felicity Jones
Felicity Jones (n. 17 octombrie 1983, Birmingham, Anglia, Regatul Unit) este o actriță britanică de film și televiziune. A fost nominalizată la Globul de Aur pentru cea mai bună actriță, BAFTA, SAG și Oscar pentru rolul lui Jane Hawking din Teoria întregului.

## Filmografie

### Film
| Titlu                            | An   | Rol                | Note                                                     | Ref.          |
| -------------------------------- | ---- | ------------------ | -------------------------------------------------------- | ------------- |
| Flashbacks of a Fool             | 2008 | Young Ruth         |                                                          | [ 6 ]         |
| Brideshead Revisited             | 2008 | Cordelia Flyte     |                                                          | [ 7 ]         |
| Chéri                            | 2009 | Edmée              |                                                          | [ 8 ]         |
| Cemetery Junction                | 2010 | Julie Kendrick     |                                                          | [ 9 ]         |
| Soulboy                          | 2010 | Mandy Hodgson      |                                                          | [ 10 ]        |
| The Tempest                      | 2011 | Miranda            |                                                          | [ 11 ]        |
| Chalet Girl                      | 2011 | Kim Matthews       |                                                          | [ 12 ]        |
| Like Crazy                       | 2011 | Anna Gardner       |                                                          | [ 13 ]        |
| Albatross                        | 2011 | Beth Fischer       |                                                          | [ 14 ]        |
| Hysteria                         | 2011 | Emily Dalrymple    |                                                          | [ 15 ]        |
| Cheerful Weather for the Wedding | 2012 | Dolly Thatchem     |                                                          | [ 16 ]        |
| Breathe In                       | 2013 | Sophie             |                                                          | [ 17 ]        |
| The Invisible Woman              | 2013 | Nelly Ternan       |                                                          | [ 18 ]        |
| The Amazing Spider-Man 2         | 2014 | Felicia Hardy      |                                                          | [ 19 ]        |
| Teoria întregului                | 2014 | Jane Wilde Hawking | Nominalizare – Premiul Oscar pentru cea mai bună actriță | [ 20 ]        |
| True Story                       | 2015 | Jill Barker        |                                                          | [ 21 ]        |
| Collide                          | 2016 | Juliette           |                                                          | [ 22 ] [ 23 ] |
| A Monster Calls                  | 2016 | Lizzie O'Malley    |                                                          | [ 24 ]        |
| Inferno                          | 2016 | Sienna Brooks      |                                                          | [ 25 ]        |
| Rogue One: A Star Wars Story     | 2016 | Jyn Erso           |                                                          | [ 26 ]        |

### Televiziune
| Titlu                   | An      | Rol                | Note                                 | Ref.   |
| ----------------------- | ------- | ------------------ | ------------------------------------ | ------ |
| The Treasure Seekers    | 1996    | Alice Bastable     | Film TV                              | [ 27 ] |
| The Worst Witch         | 1998–99 | Ethel Hallow       | 11 episoade                          | [ 28 ] |
| Weirdsister College     | 2001    | Ethel Hallow       | 13 episoade                          | [ 29 ] |
| Servants                | 2003    | Grace May          | 6 episoade                           | [ 30 ] |
| Northanger Abbey        | 2007    | Catherine Morland  | Film TV                              | [ 31 ] |
| Cape Wrath              | 2007    | Zoe Brogan         | 8 episoade                           | [ 32 ] |
| Doctor Who              | 2008    | Robina Redmond     | Episodul: "The Unicorn and the Wasp" | [ 33 ] |
| The Diary of Anne Frank | 2009    | Margot Frank       | 5 episoade                           | [ 34 ] |
| Page Eight              | 2011    | Julianne Worricker | Film TV                              | [ 35 ] |
| Salting the Battlefield | 2014    | Julianne Worricker | Film TV                              | [ 36 ] |
| Girls                   | 2014    | Dottie             | Episodul: "Role-Play"                | [ 37 ] |